# フリー・シネマ
フリー・シネマ（英語Free Cinema、1956年2月5日 - 1959年）は、ドキュメンタリーフィルムの映画運動であり、1950年代英国が発祥である。

## 略歴・概要
リンゼイ・アンダーソンが、カレル・ライス、トニー・リチャードソン、ロレンツァ・マッツェッティと共同で創始し、ロンドンの国立映画劇場（NFT、現BFIサウスバンク、BFI Southbank）での彼らの短篇映画を集めたひとつのプログラムとともに、1956年2月5日、本運動は始まった。このプログラムはあまりに成功し、5つのさらなるプログラムが「フリー・シネマ」の看板のもとに出現した。それは彼ら本人たちが1959年のある日にやめることを決意するまで続いた。
最初のフリー・シネマのプログラムは、以下の3つの短篇をフィーチャーしたものである。リンゼイ・アンダーソン監督によるケント州マーゲイトの遊園地についての映画『オー・ドリームランド O Dreamland』、カレル・ライスとリチャードソンの共同監督によるノース・ロンドンのジャズクラブについての映画『Momma Don't Allow』、ロレンツァ・マッツェッティ監督によるロンドンの爆撃地イーストエンドのふたりの聾唖者についてのドキュメンタリー風フィクション『Together』。これらの作品には，アンダーソンが主導して書いたフィルム・マニフェストがついており、この映画作家たちを価値あるパブリシティをもたらす手助けとなった。
後のプログラムは、ほかの志をおなじくする映画作家を引き込んだ。その作家のなかには、のちにスイスに帰国してグループ5を始めるアラン・タネールとクロード・ゴレッタ（『ピカデリーの夜 Nice Time』）、マイケル・グリグズビーとロバート・ヴァスがいた。本運動に密接に関係する2名の映画技術者が、ウォルター・ラサリーとジョン・フレッチャーである。6つのプログラムのうちの3つは、フランスのヌーヴェルヴァーグと新しいポーランド映画（ポーランド派）を含む海外の作品に捧げられた。
この作品群は、映画産業の範囲の外側でつくられているという意味において、そして、彼らのスタイルと態度、および彼らの製作の諸条件によって特徴づけられているという意味において、「自由」なのである。全作品が2-300ポンドすらかからぬ規模で安価につくられ、ほとんどが英国映画協会の実験映画ファンドからの補助金を活用しており、後期の作品うちのいくつかはフォード・モーター社が後援を受け、もしくは独立的に出資してはいる。典型的としては白黒の16ミリフィルム（16 mm film）で撮られ、軽量のハンドヘルドの撮影機を使用し、通常は非同期の音声トラックがべつにつけくわえられた。ほとんどの作品では故意にナレーションを省略した。作家たちは、ふつうのそして大多数である労働者階級の英国、という主題にフォーカスする決意を共有しており、それは彼らが、中産階級に支配された当時の英国映画産業に覆い尽くされていると感じていて、希少なシンパシーとリスペクト、そしてなかば意識的な詩的スタイルを見せた。 
「フリー・シネマ」の創始者たちは、英国のドキュメンタリー映画製作のメインストリームに軽蔑的で、それはとくにジョン・グリアソンに関連した1930年代、1940年代の英国ドキュメンタリー運動であるが、ハンフリー・ジェニングズについては賞賛した。もうひとつの認められる影響はフランスの映画監督ジャン・ヴィゴである。「フリー・シネマ」は、シネマ・ヴェリテ運動やダイレクト・シネマ運動とは、いくつかの共通点とたくさんの違いがある。
「フリー・シネマ」運動は、1950年代後期から1960年代初頭にかけてのブリティッシュ・ニュー・ウェイヴ運動に多大な影響を与え、マッツェッティ以外の全創始者が同運動と関係して映画をつくった。ライス監督と『土曜の夜と日曜の朝』（Saturday Night and Sunday Morning、1960年）、リチャードソン監督と『蜜の味』（A Taste of Honey、1961年）と『長距離ランナーの孤独』（The Loneliness of the Long Distance Runner、1962年）、そしてアンダーソン監督と『孤独の報酬』（This Sporting Life、1963年）といったように。

## 関連事項
- ブリティッシュ・ニュー・ウェイヴ（英語版British New Wave）
- ダイレクト・シネマ（英語版Direct Cinema）
- シネマ・ヴェリテ（英語版Cinéma vérité）
- フィルム・マニフェスト（film manifesto）
- リンゼイ・アンダーソン
- カレル・ライス
- トニー・リチャードソン
- ロレンツァ・マッツェッティ（英語版Lorenza Mazzetti）
- マイケル・グリグズビー（Michael Grigsby）
- ロバート・ヴァス（Robert Vas）
- ジョン・グリアソン（John Grierson）